# 杉本光作
杉本 光作（すぎもと こうさく、1907年 - 1980年12月）は、昭和期の登山家。栃木県出身。
1922年（15歳の時）に男体山に登ったことをきっかけに登山に関心を持つ。その後、東京の日本橋にある薬品卸売業の会社に入り、後に独立した。
1929年に東京登歩渓流会の結成メンバーになり、1933年に本格的な山岳団体に組織替えにするに従って中心メンバーの1人として活躍するようになる。
谷川岳の登攀及び研究に力を注ぎ、多くの登攀記録を持つほか、社会人山岳団体の地位向上に尽くした。
1941年に召集されて満州に送られ、一時期関東軍の要請でスキー指導を行っていた時期もあったが、太平洋戦争が長期化するとカロリン諸島などに移動し、ヤップ島で終戦を迎えた。
戦後も活動を続け、遭難事故対策にも尽力している。1980年に唯一の著作になる『私の山 谷川岳』の原稿を完成させた直後に急逝した。